# Cho Byung-deuk
Dans ce nom coréen, le nom de famille, Cho, précède le nom personnel.
Cho Byung-deuk (coréen : 조병득) (né le 26 mai 1958 en Corée du Sud) est un footballeur international sud-coréen, qui évoluait au poste de gardien de but, avant de devenir entraîneur.

## Biographie

### Carrière de joueur

#### Carrière en sélection
Avec l'équipe de Corée du Sud, il joue 41 matchs (pour aucun but inscrit) entre 1979 et 1989. Il figure notamment dans le groupe des sélectionnés lors de la coupe du monde de 1986 (sans jouer).
Il participe également aux JO de 1988, ainsi qu'aux coupes d'Asie des nations de 1980 et de 1988. Lors du tournoi olympique, il joue trois matchs : contre l'URSS, les États-Unis et l'Argentine.

## Palmarès

### Palmarès en club
| Hallelujah - Championnat de Corée du Sud (1) : - Champion : 1983. |  | POSCO Atoms - Championnat de Corée du Sud (1) : - Champion : 1988. - Vice-champion : 1987. |

### Palmarès en sélection
Corée du Sud
- Coupe d'Asie des nations :
  - Finaliste : 1980 et 1988.